# Tickor
Tickor är en polyfyletisk grupp svampar vars hymenium är placerat på rör som ej går att lösgöra från fruktkroppen. Detta skiljer dem därmed från soppar, där det senare är möjligt och ofta lätt. De flesta tickor har fruktkroppar som växer på levande eller döda träd och buskar och lever då på att bryta ner ved. Ett mindre antal bildar sina fruktkroppar på marken och är antingen vednedbrytare eller mykorrhizasymbionter. Tickor är parasiter på träd.

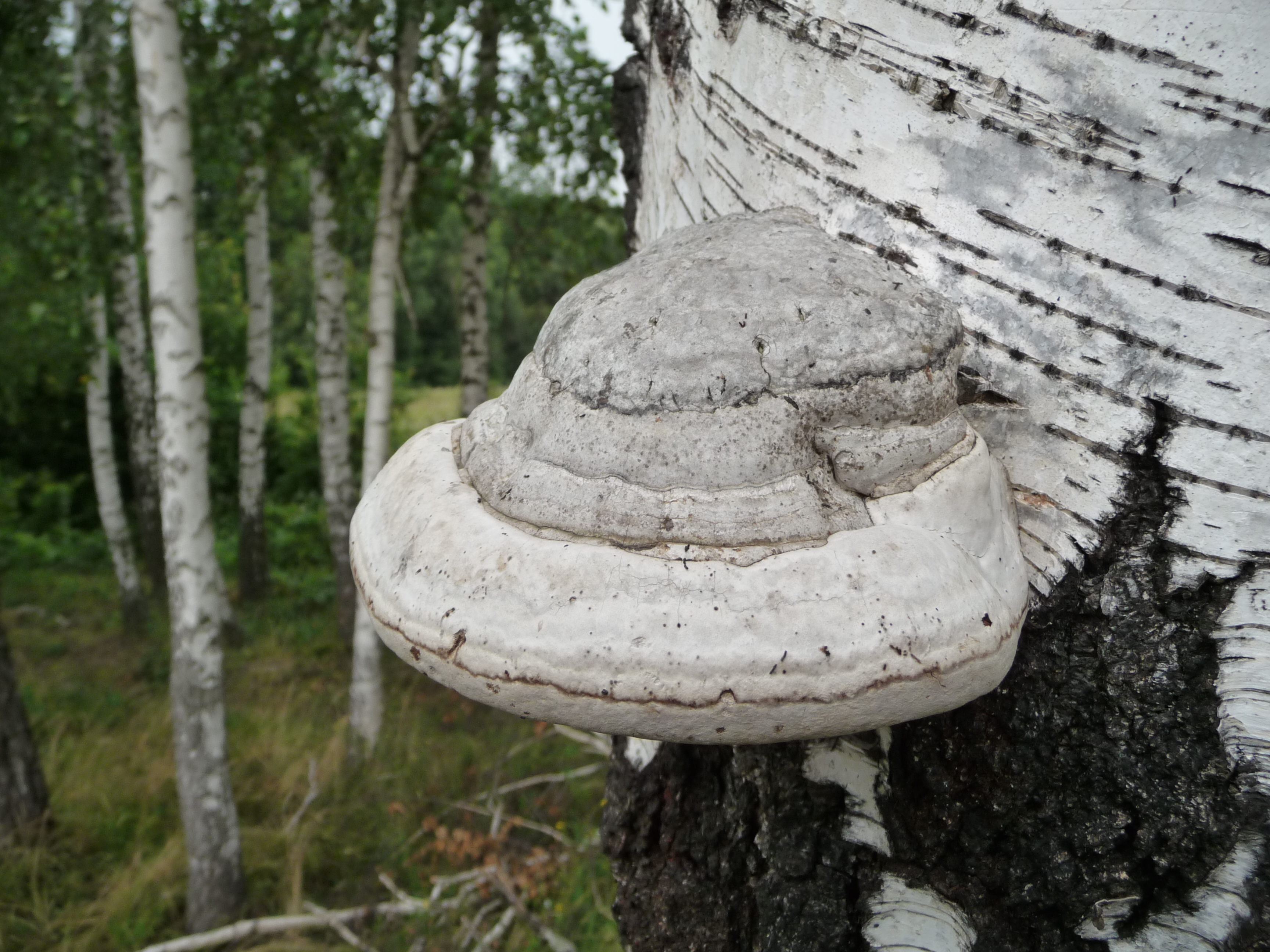
Fnöskticka (Fomes fomentarius)